# Shamrock Rovers Football Club 1959-1960
Questa voce raccoglie le informazioni riguardanti lo Shamrock Rovers Football Club nelle competizioni ufficiali della stagione 1959-1960.

## Rosa
| N. |                    | Ruolo | Calciatore     |
| -- | ------------------ | ----- | -------------- |
|    | Irlanda (bandiera) | P     | Eamonn Darcy   |
|    | Irlanda (bandiera) | D     | Pat Courtney   |
|    | Irlanda (bandiera) | D     | Dermot Cross   |
|    | Irlanda (bandiera) | D     | Shay Keogh     |
|    | Irlanda (bandiera) | D     | Albie Murphy   |
|    | Irlanda (bandiera) | C     | Daniel Bennett |
|    | Irlanda (bandiera) | C     | Tommy Farrell  |
|    | Irlanda (bandiera) | C     | Liam Hennessy  |
|    | Irlanda (bandiera) | C     | Ronnie Nolan   |

| N. |                    | Ruolo | Calciatore     |
| -- | ------------------ | ----- | -------------- |
|    | Irlanda (bandiera) | A     | Paddy Ambrose  |
|    | Irlanda (bandiera) | A     | Paddy Coad     |
|    | Irlanda (bandiera) | A     | Hugh Geoghegan |
|    | Irlanda (bandiera) | A     | Tommy Hamilton |
|    | Irlanda (bandiera) | A     | Jimmy McCann   |
|    | Irlanda (bandiera) | A     | Tony O'Connell |
|    | Irlanda (bandiera) | A     | Liam Tuohy     |
|    | Irlanda (bandiera) | A     | Paddy Turner   |

## Risultati

### Coppa dei Campioni
| Arbitro: | Martens |

|                                    |           |                        |
| Foix 30’, 74’ Nurenberg 27’ (rig.) | Marcatori | 19’ Hamilton 87’ Tuohy |

| Arbitro: | Beltman |

|              |           |            |
| Hennessy 16’ | Marcatori | 31’ Faivre |